# Nhục bồ đoàn 3D: Cực lạc bảo giám
Nhục bồ đoàn 3D: Cực lạc bảo giám (Hán phồn thể: 3D肉蒲團之極樂寶鑑, tiếng Anh: 3D Sex and Zen: Extreme Ecstasy) là một bộ phim lịch sử cổ trang khiêu dâm 3D được sản xuất bởi Tiêu Nhược Nguyên vào năm 2011. Nó được phát hành tại Hồng Kông, Hàn Quốc, Úc và New Zealand vào ngày 14 tháng 4 năm 2011. Đây là phần mới của loạt phim Nhục bồ đoàn và dựa trên tiểu thuyết thế kỷ 17 của Trung Quốc Nhục bồ đoàn.